# Shin-chan: El pequeño samurái
Shin-chan: el pequeño samurái (Crayon Shin-chan: Arashi wo yobu - Appare! Sengoku Daikassen クレヨンしんちゃん 嵐を呼ぶ アッパレ！戦国大合戦?) es una película de animación basada en el manga y anime Shin-chan. Tiene una duración de 91 min y fue dirigida por Keiichi Hara. Su historia no influye para nada en la historia de la serie, aunque los personajes de Matabe y Rem aparecen en su versión infantil en el capítulo doble.: "Que buscamos El abanico de la victoria".

## Argumento
Todo comenzó cuando Nevado excavó un hoyo en el jardín. Allí Shin Chan encontró una carta proveniente del período Sengoku que se corresponde con 1574 que fue cuando las guerras civiles. Una vez lo leyó fue teletransportado a esa época. Allí se encuentra con un samurái al que le salva la vida. También se hace amigo de los antepasados de sus amigos Masao, Kazama, Boo-Chan y Nené. 
Una vez desaparecido Shin Chan, los padres empiezan a buscar la manera de viajar al pasado para rescatarlo. Una vez lo consiguen encuentran a Shin Chan e intentan volver, pero fracasan. Mientras buscan la forma, ayudan al samurái Matabe a impedir el asedio de la ciudad. Le cuentan al Señor del feudo que Kasuga no pasará a la historia y eso hace que se decidan por ciertas decisiones que les llevan a la guerra.
Una vez terminada y ganada, vuelven a casa.

## Personajes

### De la Serie
- Shin-chan
- Misae Nohara
- Hiroshi Nohara
- Himawari Nohara
- Nevado

#### Otros
- Masao Satō
- Boo-chan
- Tooru Kazama
- Nene Sakurada

### Únicos de la película
- Matabe Asikaga: Es un samurái al que tienen mucho miedo. Es el general de la división del Estandarte Azul. Está enamorado de Rem desde los 15 años, pero es un vasallo y no tiene derecho a enamorarse de ella. No tiene familia, pues todos murieron en la guerra.
- Rem: Es la doncella de Kasuga. Está enamorada de Matabe pero su estatus social le prohíbe casarse con él a pesar de que es su deseo.
- Niemon: Es el escudero y amigo de Matabe Asikaga.
- Maestro del templo de los samuráis.